# Rachid El Hammouchi
Rachid El Hammouchi (* 12. September 1981 in Mülheim an der Ruhr, Deutschland) ist ein marokkanischer Fußballspieler.

## Karriere
Rachid El Hammouchi begann im Juni 2000 in der 2. Mannschaft von Alemannia Aachen. Nach einem Jahr wechselte er in die 2. Mannschaft der SpVgg Greuther Fürth. Wiederum nach einem Jahr kehrte er nach Aachen zurück und spielte für die Reserve in der Oberliga Nordrhein. Zur Saison 2006/07 wechselte er zum niederländischen 2. Ligisten Fortuna Sittard. Nach zwei Jahren in Sittard wechselte El Hammouchi nach Deutschland zu Kickers Emden.
Nach dem Lizenzentzug von Kickers Emden wechselte El Hammouchi zur Saison 2009/10 zum SV Wilhelmshaven und unterschrieb einen Einjahresvertrag. Dieser Vertrag wurde nicht verlängert. Am 20. September 2010 wurde bekannt gegeben, dass der vereinslose El Hammouchi zum Regionalligisten Wuppertaler SV wechselt. Beim WSV entwickelte er sich schnell zum Stammspieler und so kam er in den folgenden drei Jahren auf 89 Spiele in der Regionalliga West. Im Sommer 2013 wechselte El Hammouchi zum VfR Wormatia Worms. Im August 2014 wechselte er für ein Jahr in die Mittelrheinliga zu Borussia Freialdenhoven. Im Herbst 2015 schloss er sich dem Landesligisten TSV Hertha Walheim an.